# Pärlhalsad timalia
Pärlhalsad timalia (Stachyris leucotis) är en sydostasiatisk fågel i familjen timalior inom ordningen tättingar.

## Kännetecken
Pärlhalsad timalia är en liten (14–15 cm), kortstjärtad och satt timalia, lik svartstrupig timalia (S. nigricollis) men har blek brungul tygel, saknar vit kindfläck och fjälligt bröst samt att örontäckarna är gråare och kantade med vita fläckar. Vingtäckare och tertialer har något blekare spetsar. Den beskrivs som något skygg.

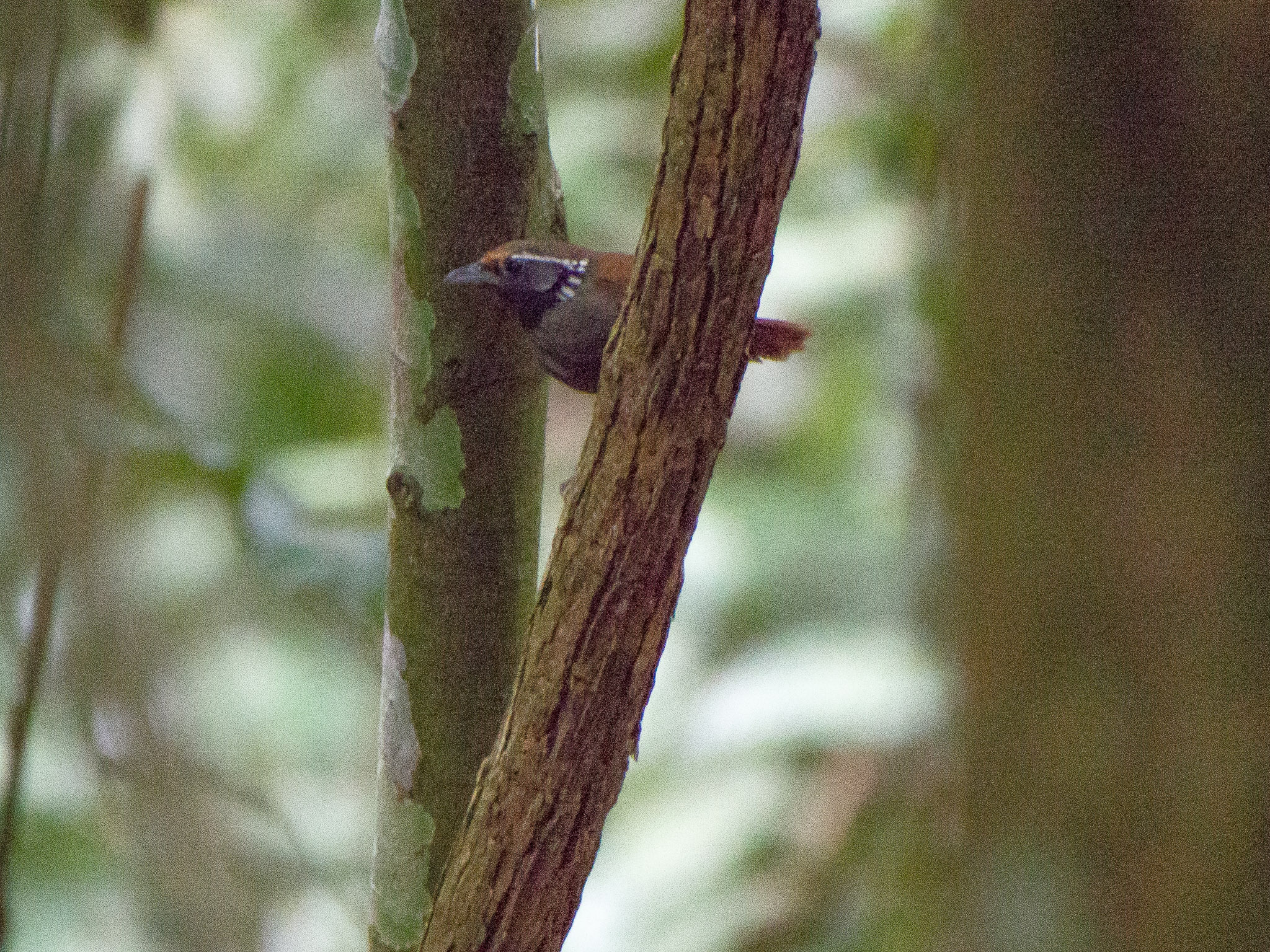

## Utbredning och systematik
Pärlhalsad timalia förekommer i Sydostasien och delas in i tre underarter med följande utbredning:
- Stachyris leucotis leucotis – thailändska halvön och Västmalaysia
- Stachyris leucotis sumatrensis – nordöstra Sumatra (Acehprovinsen)
- Stachyris leucotis obscurata – norra Borneo (Muluberget)

## Levnadssätt
Pärlhalsad timalia förekommer i städsegröna lövskogar upp till 800 meter över havet. Häckning har konstaterats januari-februari, maj-juni samt möjligen december. Den bygger ett kompakt skålformat bo som placeras lågt i vegetationen och lägger där tre vita ägg. Den förmodas vara en sluttningsspecialist som lever av fjärilslarver, skalbaggar, flugor och små gräshoppor.

## Status och hot
Även om pärlhalsad timalia har en relativt vid utbredning rapporteras den som sparsam i hela sitt utbredningsområde och antas minska på grund av habitatförlust. Den antas dock förekomma som mest i sluttningar där avverkning är mindre vanligt förekommande. Nätfångster på Borneo visar också att den på grund av sitt skygga beteende är underrapportad. Därför kategoriserar internationella naturvårdsunionen IUCN den som endast nära hotad än så länge.

## Namn
Arten har på svenska även kallats fjällörad busktimalia och pärlhalstimalia.